# Vesaignes-sur-Marne
Vesaignes-sur-Marne is een gemeente in het Franse departement Haute-Marne (regio Grand Est) en telt 121 inwoners (2009). De plaats maakt deel uit van het arrondissement Chaumont.

## Geografie
De oppervlakte van Vesaignes-sur-Marne bedraagt 8,7 km², de bevolkingsdichtheid is dus 13,9 inwoners per km².
De onderstaande kaart toont de ligging van Vesaignes-sur-Marne met de belangrijkste infrastructuur en aangrenzende gemeenten.

## Demografie
Onderstaande figuur toont het verloop van het inwonertal (bron: INSEE-tellingen).